# Live at Hammersmith '84
Live at Hammersmith '84 je živé album od skupiny Jethro Tull, nahrané v září roku 1984 v Hammersmith Odeon v Londýně.

## Obsazení
- Ian Anderson – flétna, akustická kytara, zpěv
- Martin Barre – elektrická kytara
- Doane Perry – bicí
- Peter-John Vettese – klávesy
- Dave Pegg – baskytara

## Seznam skladeb
| Pořadí         | Název                                    | Délka |
| -------------- | ---------------------------------------- | ----- |
| 1.             | Locomotive Breath                        | 2:36  |
| 2.             | Hunting Girl                             | 4:56  |
| 3.             | Under Wraps                              | 4:30  |
| 4.             | Later, That Same Evening                 | 4:03  |
| 5.             | Pussy Willow                             | 4:44  |
| 6.             | Living In The Past                       | 4:29  |
| 7.             | Locomotive Breath                        | 7:43  |
| 8.             | Too Old To Rock'N'Roll: Too Young To Die | 9:08  |
| Celková délka: | Celková délka:                           | 42:09 |